# Ano (peuple)
Pour les articles homonymes, voir Ano.
Les Ano ou encore Ando Denkyira sont une population d'Afrique de l'Ouest vivant en Côte d'Ivoire. Ils font partie du groupe Akan,ils abandonnent la langue Twi pour celle du Tano à la suite de leur migration en Côte d'Ivoire. Le peuple Anoh est un peuple mal connu et confondu au baoulé. Le peuple Anoh se retrouve majoritairement dans deux pays de l'Afrique de l'Ouest : la Côte d'Ivoire et le Togo. En Côte d'Ivoire, on les retrouve dans le département de Prikro  à l'Est dans la région de l'Ifou ; au Togo, ils sont dans la région du Mango et connus sous le nom de Tchôkôssi. Tous les Anoh ont pour symbole la Cuvette. Cette Cuvette se retrouve des deux côtés : Prikro et Mango.  La Cuvette est le symbole du peuple Anoh, c'est en elle que toute personne se disant Anoh se reconnait.

## Histoire
Le nom Ano ou Ando vient du mot twi Adom/Adum qui signifie « guerre ». La migration des Ano Denkyira aura lieu au début du XVIIIe siècle à la suite de la chute de leur royaume le Denkyira qui contrôlait la Gold Coast d'une main de fer. Les Denkyira sont écrasés à Feyassé en 1701 par la coalition formée par Osei Tutu (Roi du Kwaman) qui prendra le nom d'Asantemaa. Des Denkyira migrent vers l'ouest avec à leur tête Alui Ndohui qui formera plus tard le royaume Ano.